# 囚人組合
囚人組合（しゅうじんくみあい,英:Prisoners' Union）とは、刑務所や拘置所等に収容された者（囚人、受刑者、未決拘禁者など）が組織する組合（当事者組合）である。囚人の権利のために獄外の人権団体と協力する形で活動している。囚人労働における囚人労働者の権利を守る点では部分的な労働組合の役割を果たすこともある。
1966年、スウェーデンにおける囚人組合「KRUM」が嚆矢。以後、欧米を中心に広まった。日本においても1976年、統一獄中者組合が泉水博、仁平映らによって結成されている。獄外の監獄人権センターや救援連絡センターなどの支援組織から支援を受けつつ、活動している。

## 主な囚人組合
- 投獄労働者組織委員会(IWOC)
- 統一獄中者組合（日本）